# Резенде (Ріо-де-Жанейро)
Резе́нде  (порт. Resende) — муніципалітет в Бразилії, входить до складу штату Ріо-де-Жанейро. Є складовою частиною мезорегіону Південь штату Ріо-де-Жанейро. Входить до економічно-статистичного мікрорегіону Валі-ду-Параїба-Флуміненсі. Населення становить 118 547 чоловік (станом на 2007 рік). Займає площу 1 113,507 км².